# Brett Baty
Brett Baty (Round Rock, Texas, 13 de noviembre de 1999) es un jugador profesional estadounidense de béisbol que se desempeña en la posición de tercera base en New York Mets, equipo de las Grandes Ligas de Béisbol (MLB).

## Carrera
Fue seleccionado en la primera ronda en el Draft de la MLB de 2019. En 2022 hizo su debut profesional con el equipo New York Mets, donde lleva jugando dos temporadas.